# Eduard Mudrik
Eduard Nikołajewicz Mudrik, ros. Эдуард Николаевич Мудрик (ur. 18 lipca 1939 w Starobielsku, w obwodzie woroszyłowgradzkim, Ukraińska SRR; zm. 27 marca 2017 w Moskwie) – rosyjski piłkarz, grający na pozycji obrońcy, reprezentant ZSRR.

## Kariera piłkarska

### Kariera klubowa
Wychowanek klubów Wympieł Korolow i Dinamo Moskwa. W 1959 zadebiutował w pierwszym zespole Dinama Moskwa, w którym w 1968 zakończył swoją karierę piłkarską.

### Kariera reprezentacyjna
10 listopada 1963 debiutował w reprezentacji Związku Radzieckiego w spotkaniu kwalifikacyjnym do ME-64 z Włochami zremisowanym 1:1. Łącznie rozegrał 8 meczów i strzelił 1 gola.
W latach 1963–1964 rozegrał cztery mecze w olimpijskiej reprezentacji ZSRR.

## Kariera zawodowa
Po zakończeniu kariery piłkarskiej pracował w latach 1969–1984 na stanowisku dyrektora Wydziału Gier Sportowych Miejskiej Rady „Dinamo” w Moskwie. W latach 1985–1992 wiceprezes Rejonowej Rady „Dinamo” w Moskwie. W 1993 dyrektor wykonawczy klubu Dinamo Moskwa ds weteranów oraz fanów klubu.

## Sukcesy i odznaczenia

### Sukcesy klubowe
- mistrz ZSRR: 1959, 1963
- wicemistrz ZSRR: 1962
- brązowy medalista Mistrzostw ZSRR: 1960

### Sukcesy reprezentacyjne
- wicemistrz Europy: 1964

### Sukcesy indywidualne
- wybrany do listy 33 najlepszych piłkarzy ZSRR: Nr 1 (1964), Nr 2 (1963)

### Odznaczenia
- tytuł Mistrza Sportu ZSRR
- tytuł Zasłużonego Mistrza Sportu Rosji: 2007